# 90820 Маккенн
90820 Маккенн (90820 McCann) — астероїд головного поясу, відкритий 20 вересня 1995 року.
Тіссеранів параметр щодо Юпітера — 3,351.